# Asterivora tristis
Asterivora tristis là một loài bướm đêm thuộc họ Choreutidae. Nó được tìm thấy ở New Zealand.